# Mary Habsch
Mary Habsch (Welkenraedt, 24 juni 1931) is een Belgische kunstschilder.

## Biografie
Mary Habsch wordt geboren in 1931 in Welkenraedt, Provincie Luik. Van 1950 tot 1959, was ze een leerling van professor Léon Devos (1897-1974) aan de Koninklijke Academie voor Schone Kunsten in Brussel en behaalde een Master met de Grootste Onderscheiding voor Schilderkunst en Compositie. Van 1958 tot 1964 volgde ze de leer van de schilders Albert Philippot (1899-1974), Joseph De Smedt (1894-1970) en Georges Rogy (1897-1981) en de klas van kunstgeschiedenis van Armand Paulis (1884-1979) in de School voor Kunst en Ambacht van de gemeente Etterbeek (tegenwoordig Academie Constantin Meunier). Ze behaalde een Regendate in decoratieve kunsten en plastische kunsten in 1962 en ze begint les te geven op middelbare school. Ten slotte voltooide Mary Habsch haar opleiding aan de Academie voor Schone Kunsten in Watermaal-Bosvoorde, waar ze de lithografische technieken perfectioneerde.

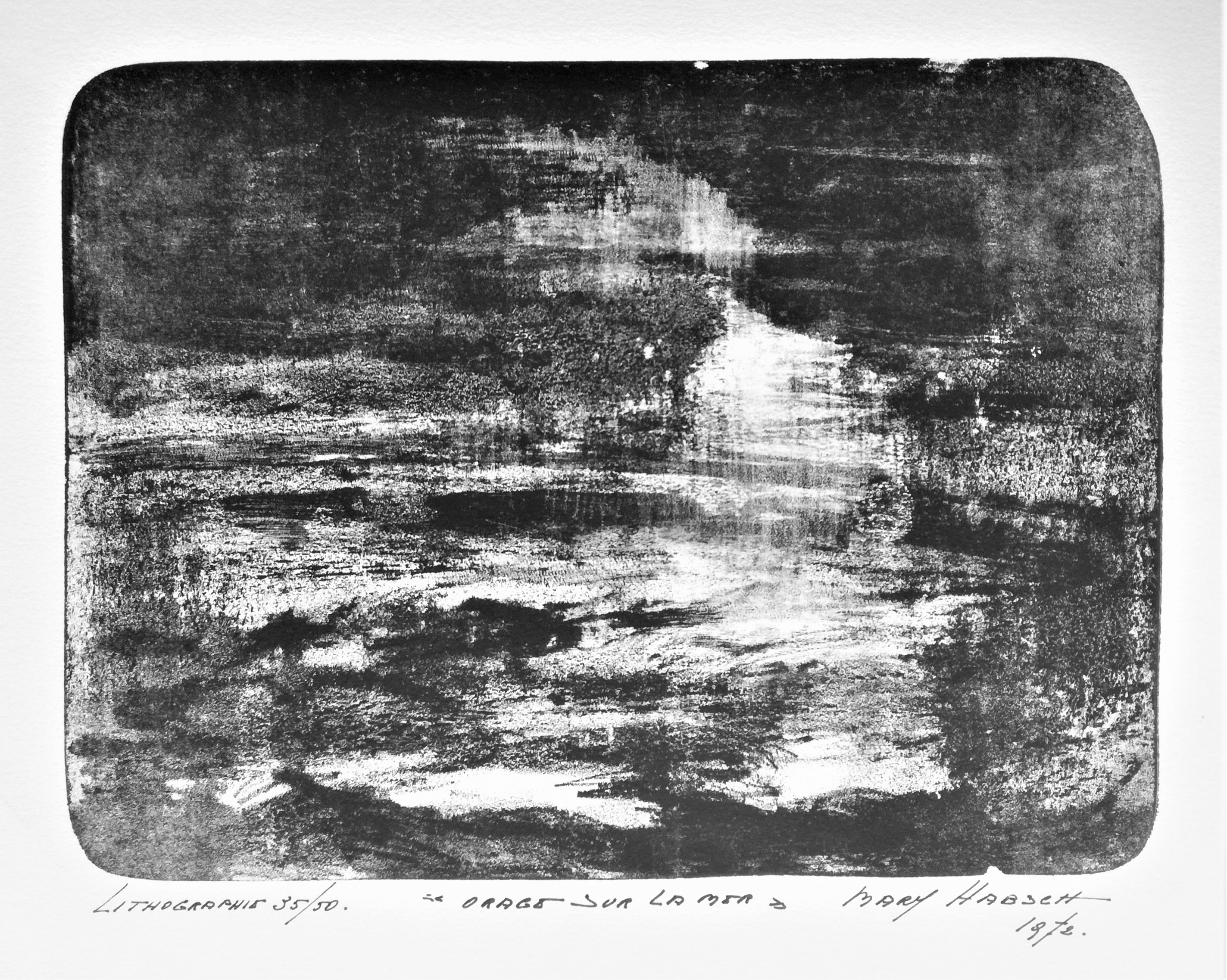
Mary Habsch, "Orage sur la mer" (Onweer over de zee), 1972, lithografie

"Mary Habsch soms intiem, soms lyrisch, observeert, componeert, vergroot de veroverde ruimte om een filosofisch gevoel te introduceren of om het wonderlijke daar te cultiveren" (Paul Caso [1924-2000], kunstcriticus). Haar werk omvat portretten, esoterische landschappen, composities met religieuze of Bijbelse inspiratie, maar ook grote scènes ter ere van de Belgische folklore. Volgens kunsthistorica, Brigitte De Clercq: "De mens en de natuur zijn haar favoriete thema's. Ze streeft ernaar om in haar portretten tot de ziel van het personage door te dringen en de sfeer van de landschappen over te brengen. " Mary Habsch zegt over zichzelf dat "wat haar vooral interesseert, de zoektocht naar licht en het oneindige is".

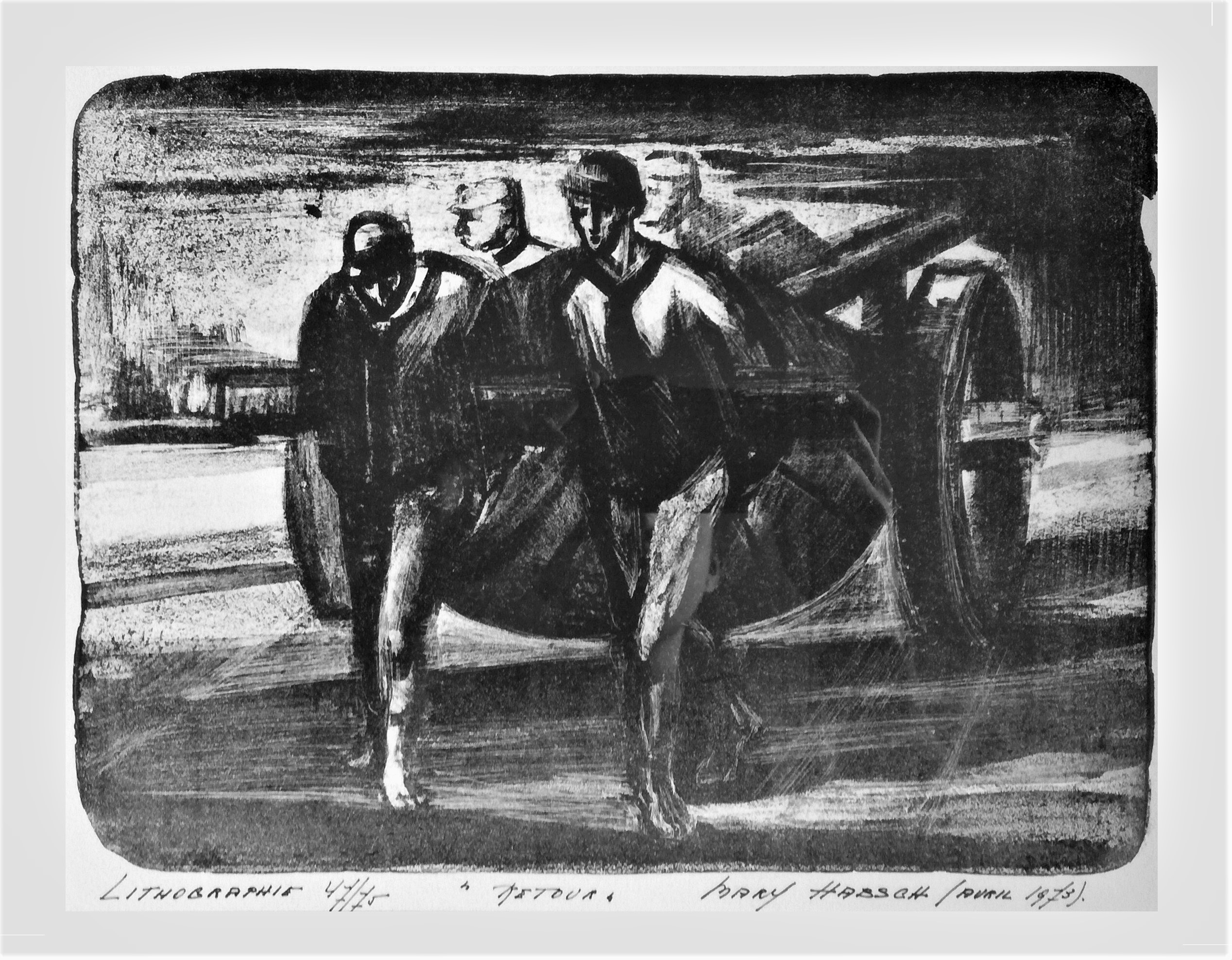
Mary Habsch, "Retour" (Terugkeer), 1973, lithografie

Ze creëert, of neemt deel, aan talrijke tentoonstellingen in België ("De kunsten in Europa", in de Baron Steens Gallery, in het Paleis voor Schone Kunsten in Charleroi, in het Charlier Museum (Sint-Joost-ten-Node), in de Brigittijnenkapel, in het Stadhuis van Brussel; Simenon tentoonstelling (1993) in Luik, verschillende tentoonstellingen in de Abbaye van Voorst, de Ateliers Mommen en de Salon Mommen, in de galerij Lesbrouss'Art) en in het buitenland (in Canada, Frankrijk, Zwitserland, Schotland, in Italië).
Mary Habsch maakt ook deel uit van vele kunstenaarscollectieven, onder meer: De koninklijke Vereniging voor Professioneel Kunstenaars van België (sinds 1973), de Gryday groep (vanaf 1977), De vereniging van de kunstenaars uit gemeente Voorst, Le Cercle des Amis de Thomas Owen, de vereniging Les Amis du Ça m'dit (1996-1998), De Vrouwelijke Artistieke Federatie van België.
Zijn kunstenaarsatelier bevindt zich in de "Cité Mommen" (resident-kunstenaar) te Sint-Joost-Ten-Node.

## Prijzen en medailles
- Verschillende gouden medailles en de Regeringsmedaille (Koninklijke Academie voor Schone Kunsten van Brussel)
- Prijs Célestin Jacquet voor aquarel (Koninklijke Academie voor Schone Kunsten van Brussel), 1954
- Godecharles-prijs (gedeeld), 1959
- Finalist voor de Prijs van Rome (Koninklijke Academie voor Schone Kunsten in Antwerpen)
- Eerste prijs Conrad Chapman voor de kunsten in Europa, 1973
- Societe Generale Bank Prize, 1974
- Gouden medaille van de C.E.A.E. (Conseil Européen d’Art et d'Esthétique, Brussel), 1975
- Eerste prijs (gedeeld) Edmond Deglumes Foundation (Brussel), 1975
- Gouden medaille (buiten competitie) voor "Les Arts en Europe", 1976
- Gryday-prijs voor kunstenaars, 1985
- Eerste prijs van de 10e Biënnale van Het Levend Museum van Sint-Gillis, 1986
- Eerste prijs Edmond Deglumes Foundation (Brussel), 1991
- SWIFT-prijs van de MAE (European Artistic Merit) vereniging, 1993